# Ayrton Senna
Ayrton Senna da Silva (ur. 21 marca 1960 w São Paulo, zm. 1 maja 1994 w Bolonii) – brazylijski kierowca wyścigowy, trzykrotny mistrz świata Formuły 1. Wystartował w stu sześćdziesięciu grand prix, zdobył 610 punktów, osiemdziesiąt jeden razy stawał na podium, z czego czterdzieści jeden razy na najwyższym jego stopniu. Sześćdziesiąt pięć razy zdobył pole position. Jeździł w zespołach Toleman, Lotus, McLaren i Williams.
Po poważnym wypadku podczas Grand Prix San Marino na torze Imola, zmarł w szpitalu w Bolonii we Włoszech w wyniku obrażeń mózgu. Oficjalny moment śmierci wzbudza kontrowersje, niektórzy lekarze uznają, że Senna zginął nie w wypadku na torze, lecz w drodze do szpitala, a w szpitalu jego czynności życiowe były podtrzymywane przez maszynę, aż do momentu jej odłączenia.
Przez wielu ekspertów i zawodników uważany za najlepszego kierowcę F1 wszech czasów. Jest jedną z najbardziej rozpoznawalnych osób związanych z Formułą 1.

## Życiorys

### Początki kariery
Pochodził z zamożnej rodziny. Zachęcany przez ojca, biznesmena i entuzjastę wyścigów, Senna zasiadł w swoim pierwszym gokarcie w wieku czterech lat. Zaczął się ścigać w kartingu w wieku 13 lat. W 1977 wygrał kartingowe mistrzostwa Ameryki Południowej. Rok później obronił tytuł. W latach 1978–1981 zdobywał gokartowe mistrzostwo Brazylii, dwukrotnie był też wicemistrzem świata (1979, 1980) w kartingu.
W 1981 roku udał się do Europy i rozpoczął rywalizację w Brytyjskiej Formule Ford 1600, którą wygrał. Przyjął także nazwisko rodowe matki – Senna, ponieważ da Silva jest bardzo powszechnym nazwiskiem w Brazylii. W 1982 dalej ścigał się w Europejskiej i Brytyjskiej Formule Ford 2000, obie wygrał. Wygrał także w prestiżowym Grand Prix Makau. W 1983 walczył z Martinem Brundle w Brytyjskiej Formule 3 o zapewnienie sobie miejsca w zespole Toleman, startującym w Formule 1.

### Formuła 1

#### Toleman (1984)

##### Sezon 1984
Swój debiutancki sezon zakończył na dziewiątej pozycji w zespole Toleman. Podczas Grand Prix Monako dał pokaz swoich wyjątkowych umiejętności jazdy w deszczu. Startując z 13 pozycji zajął drugie miejsce w przerwanym wyścigu. Na podium stawał jeszcze dwukrotnie zdobywając trzecie miejsce w GP Wielkiej Brytanii i GP Portugalii.

#### Lotus (1985–1987)

##### Sezon 1985
W sezonie 1985 Senna związał się z zespołem Lotus (przez co został ukarany przez stajnię Toleman za potajemne negocjacje zakazem startów w dwóch wyścigach). Podczas deszczowej Grand Prix Portugalii odniósł swoje pierwsze zwycięstwo, powtórzył to jeszcze w Grand Prix Belgii. Ostatecznie zajął dobre, czwarte miejsce w klasyfikacji generalnej.

##### Sezon 1986
Sezon 1986 to kolejne dwie wygrane podczas Grand Prix Hiszpanii i Grand Prix Stanów Zjednoczonych. Sezon zakończył ponownie na czwartej pozycji w klasyfikacji generalnej.

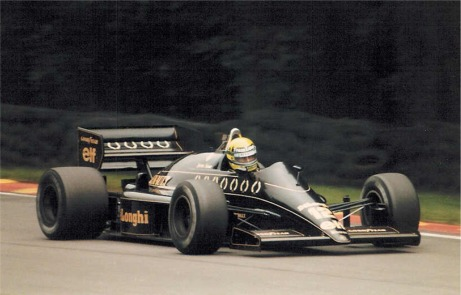
Senna na Brands Hatch – 1986

##### Sezon 1987
Dwa wygrane wyścigi w sezonie 1987 zapewniły Sennie trzecie miejsce w klasyfikacji generalnej. W całym sezonie dziewięciokrotnie stawał na podium. Był to jego ostatni sezon w barwach Lotusa.

#### McLaren (1988–1993)

##### Sezon 1988
Sezon 1988 został zdominowany przez Sennę i Prosta w samochodach McLarena napędzanych silnikami Hondy. Stajnia z Woking wygrała 15 z 16 wyścigów sezonu. Senna wygrał osiem wyścigów i zdobył swój pierwszy tytuł mistrza świata Formuły 1. W klasyfikacji generalnej wyprzedził Prosta o 3 punkty.

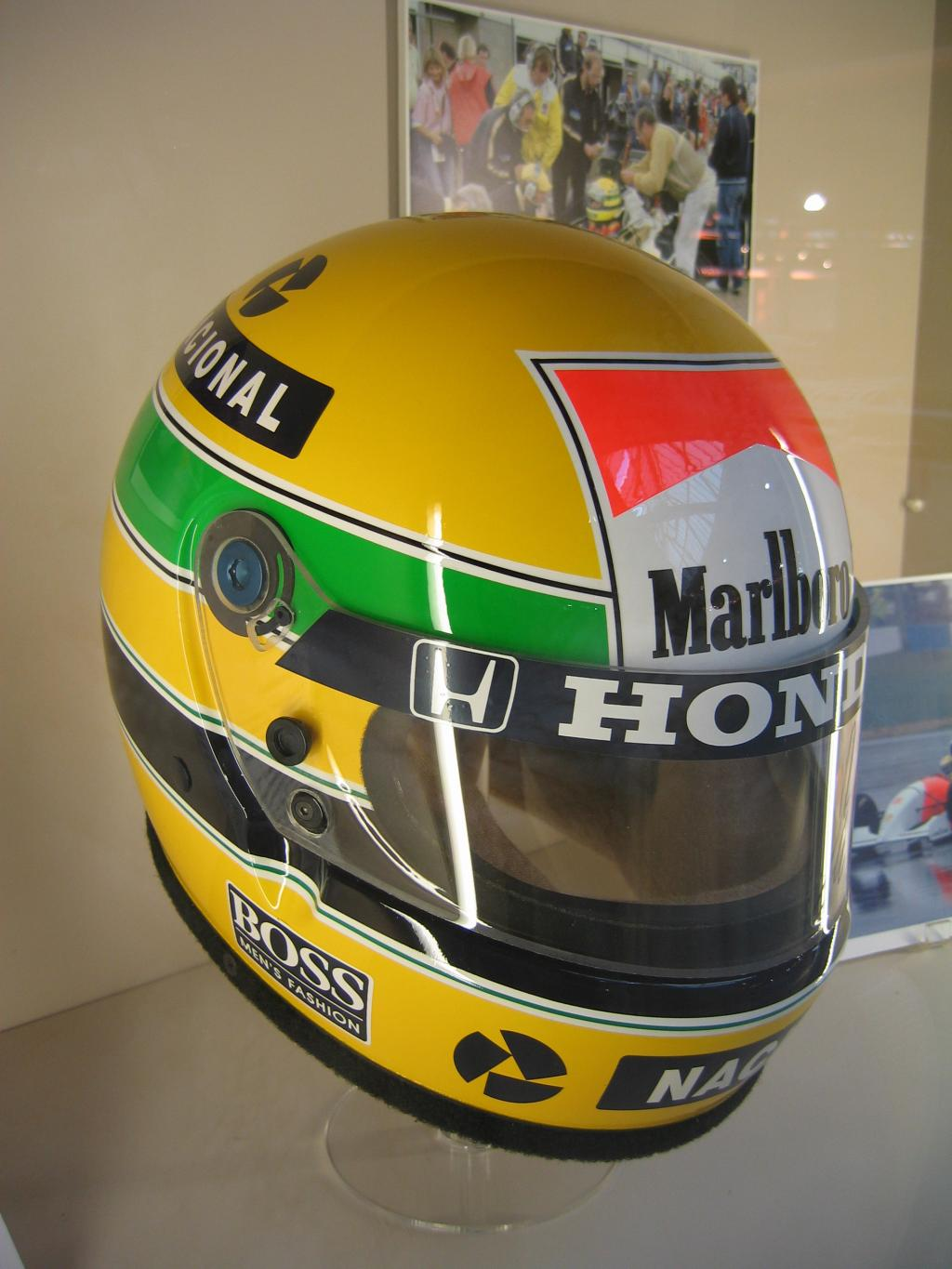
Kask Ayrtona Senny w czasach jazdy dla stajni McLaren-Honda

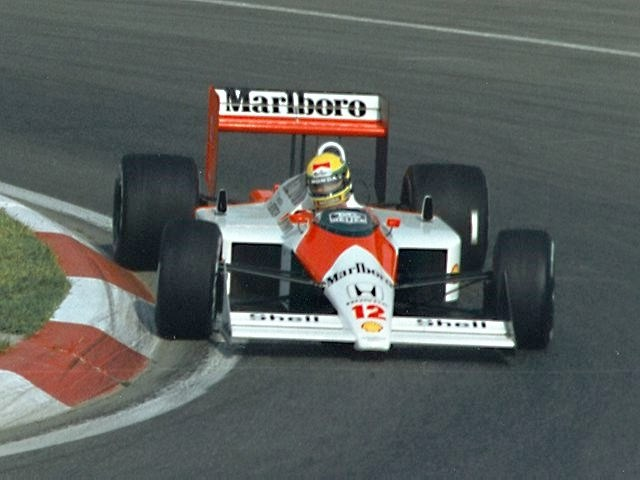
Ayrton Senna podczas GP Kanady Grand Prix Kanady 1988

##### Sezon 1989
W sezonie 1989 nie udało mu się zdobyć kolejnego tytułu, został wicemistrzem oddając tytuł w ręce Prosta. Wygrał w sześciu wyścigach, a tylko podczas trzech nie zdobył pole position. Narastający konflikt z Prostem miał swoją kulminację podczas GP Japonii – przedostatniej eliminacji mistrzostw. Szeroko komentowana była sprawa wątpliwej dyskwalifikacji Senny. Doszło do zderzenia pomiędzy kierowcami zespołu McLaren, w wyniku której Francuz wycofał się z wyścigu, a Senna ominął szykanę Casio wracając na tor. Wygrał wyścig w dramatycznej końcówce, jednak po długich obradach sędziowie uznali, że Senna złamał regulamin. Wynikiem tego Brazylijczyk został zdyskwalifikowany oraz zawieszony na 6 miesięcy.

##### Sezon 1990
Od sezonu 1990 Prost przeniósł się do stajni Ferrari. Zakończył się tym samym okres konfliktów i napiętej sytuacji w zespole, spowodowanej sprzeczkami z Brazylijczykiem. Mimo nieukończenia ostatnich trzech wyścigów Senna zdobył swój drugi tytuł mistrzowski. Wyprzedził drugiego w klasyfikacji Prosta o 7 punktów. Podobnie jak w poprzednim sezonie podczas GP Japonii doszło do zderzenia pomiędzy Senną a Prostem. Tym razem niedługo po starcie wyścigu Senna zderzył się z Prostem, przez co obaj kierowcy odpadli z wyścigu.

##### Sezon 1991
Tytuł w 1991 zdobył jeszcze łatwiej. W klasyfikacji generalnej wyprzedził o 24 punkty drugiego Nigela Mansella. Zwyciężył siedmiokrotnie, lecz już w drugiej części sezonu zaznaczyła się technologiczna przewaga Williamsa.
Po raz pierwszy wygrał Grand Prix Brazylii. Siedem okrążeń przed końcem wyścigu w bolidzie Senny zacięła się skrzynia biegów. Miał do dyspozycji tylko szósty bieg. Dzięki dużej przewadze nad resztą zawodników udało mu się wygrać kończąc wyścig 3 sekundy przed Riccardo Patrese. Na okrążeniu zjazdowym zemdlał z powodu ogromnego wysiłku. Dostał skurczu mięśni ramion oraz karku i nie był w stanie wyjść z bolidu.
Pod koniec sezonu Prost na jeden sezon wycofał się z F1.

##### Sezon 1992
Sezon 1992 to początek problemów McLarena i całkowitej dominacji stajni Williams-Renault. Senna musiał się wycofać z siedmiu wyścigów i ostatecznie zajął czwartą pozycję w klasyfikacji generalnej, przegrywając nie tylko z kierowcami Williamsa, ale i też z młodym wówczas Michaelem Schumacherem. Wygrał tylko trzykrotnie.
Pod koniec 1992 roku Senna chciał porzucić F1. Przed Bożym Narodzeniem zaczął testować Indy Car. Próbował również przejść do zespołu Williams-Renault, jednak do zespołu przyszedł powracający do F1 Alain Prost, przez co nie mógł reprezentować tego zespołu. Po negocjacjach z McLarenem Senna zgodził się jednak na kontrakty na pojedyncze wyścigi w następnym sezonie F1.

##### Sezon 1993
W sezonie 1993 wypadł lepiej, zostając wicemistrzem i wygrywając pięciokrotnie, ustępując Prostowi, który po rocznej przerwie wrócił do Formuły 1 zdobywając tytuł mistrzowski. Między innymi podczas GP Europy w Donington Park – w wyścigu który przeszedł do historii. W strugach deszczu zniszczył wręcz niedoścignione Williamsy Prosta i Hilla. Jedynym kierowcą, którego Senna nie zdążył zdublować, był Hill.
Piąty raz z rzędu, a szósty raz w karierze, wygrał GP Monako i pobił rekord wygranych na tym torze należący do Grahama Hilla. W tym sezonie odniósł swoje ostatnie 41. w karierze zwycięstwo w ostatnim wyścigu sezonu Grand Prix Australii.
Ayrton zakończył swoją współpracę z zespołem McLaren. Jeździł dla tej stajni w 96 wyścigach i zdobył dla niej trzy tytuły mistrza świata kierowców oraz cztery tytuły mistrza świata konstruktorów. Po sezonie z Formułą 1 rozstał się ostatecznie Alain Prost, co spowodowało, że jego miejsce w zespole Williams w przyszłym sezonie miał zająć Senna.

#### Williams (1994)

##### Sezon 1994
W związku z przejściem do dominującego wówczas w Formule 1 zespołu Williams do nowego sezonu Senna przystąpił z nadziejami na czwarty tytuł mistrza świata. Jednak współpraca z nowym zespołem nie układała się od początku sezonu, gdyż nowy bolid FW16 był pozbawiony systemów kontroli trakcji i aktywnego zawieszenia (które w latach 1992–1993 dawały Williamsowi ogromną przewagę, a od 1994 roku były zabronione) przez co okazał się konstrukcją wyjątkowo nieudaną. Senna nie ukończył pierwszych dwóch wyścigów, zdobywając w obydwu pole position. 1 maja 1994 wystartował, również z pole position (wywalczył je po raz 65.) do trzeciego wyścigu sezonu i ostatniego w swoim życiu.

###### Wypadek na torze Imola
Dla wielu kierowców początek sezonu był nieudany i większość miała zamiar przerwać złą passę w pierwszej europejskiej eliminacji, którą było Grand Prix San Marino na torze Imola.
W piątek, 29 kwietnia o 13:15 w czasie treningu wypadek miał Rubens Barrichello. Brazylijczyk wleciał w stos opon po tym, kiedy wjechał zbyt szybko w zakręt i auto wybiło się z krawężnika. Barrichello stracił przytomność i nie pamięta wypadku, lecz wyszedł z niego bez szwanku. Ten wypadek rozpoczął dyskusję na temat bezpieczeństwa w Formule 1.
W sobotę, 30 kwietnia podczas kwalifikacji Austriak Roland Ratzenberger na swoim szybkim okrążeniu na zakręcie Villeneuve’a przy prędkości ok. 320 km/h uderzył frontalnie w betonową ścianę. Bolid odbił się i obracając się wokół własnej osi sunął przez ok. 100 metrów aż zatrzymał się na następnym zakręcie. Już w tym czasie widać było, że Ratzenberger musiał być poważnie ranny, ponieważ jego głowa bezwładnie opadała na boki pod własnym ciężarem. Wszystko widziały miliony telewidzów na żywo w EuroSporcie. Ekipy ratunkowe przybyły na miejsce niemal natychmiast. Kwalifikację przerwano. Kibice pamiętają, jak lekarze przeprowadzali długą reanimację. Chwilę po zdarzeniu na miejscu pojawił się Ayrton Senna, wyraźnie zszokowany. Brazylijczyk wszystko widział na ekranie w padoku. Gdy tylko udało się przywrócić akcję serca, Ratzenbergera wniesiono do helikoptera i przetransportowano do szpitala w Bolonii. Niedługo po wypadku przyszła wiadomość: Roland Ratzenberger nie żyje. Po wypadku Ayrton Senna zdążył wypowiedzieć się na temat braku bezpieczeństwa w F1.
Następnego dnia o 14:00 wyścig ruszył z Senną na czele. Już w pierwszej minucie wyścigu doszło do poważnego wypadku. Pedro Lamy uderzył w stojący Benetton JJ Lehto’a. Kawałki karoserii były porozrzucane w odległości 100 metrów, a koło jednego z bolidów oderwało się i poleciało w trybuny raniąc 9 osób. Na tor wjechał Safety Car. Przez kolejne trzy okrążenia stawka podążała za samochodem bezpieczeństwa, którym był Opel Vectra Turbo. Jednak jego niska prędkość była później kwestionowana, jako że jadące za nim bolidy, ze względu na niską prędkość traciły ciśnienie w oponach. Senna podjechał wtedy do Vectry i nerwowo gestykulując zachęcał do zwiększenia prędkości.
Gdy służby porządkowe uprzątnęły prostą startową, Safety Car opuścił tor. Senna i Michael Schumacher szybko oddalili się od pozostałych kierowców. Na drugim okrążeniu po restarcie wyścigu obaj wjechali w bardzo długi zakręt Tamburello. Z kamery umieszczonej w samochodzie Schumachera widać było słupy iskier wydobywające się spod Williamsa Ayrtona. Chwilę po tym, gdy obaj kierowcy wyjeżdżali z zakrętu, samochód Senny nagle z nieznanych przyczyn zamiast skręcić w lewo skierował się lekko na prawo po czym uderzył w betonową ścianę. Fragmenty biało-niebieskiego Williamsa wystrzeliły w górę. Bolid odbił się i sunąc bokiem po piasku zatrzymał się kilkanaście metrów od zakrętu. Porządkowi wybiegli na tor wymachując żółtymi flagami, jednak gdy Senna nie wychodził z wraku zamieniono je na czerwone, które oznaczają przerwanie wyścigu. Powodem tego tragicznego wypadku była najprawdopodobniej awaria kolumny kierownicy. W bolidzie Senny znaleziono zakrwawioną austriacką flagę, którą kierowca miał później wnieść ku czci Rolanda Ratzenbergera.
Po kilku minutach ekipa ratunkowa była na miejscu i wyciągnęła Sennę z wraku auta. Trwała reanimacja, całe wydarzenie filmowały helikoptery telewizji RAI. Kierowca stracił 2 litry krwi. Na torze wylądował śmigłowiec – ten sam, który dzień wcześniej transportował Ratzenbergera do szpitala. Ayrton Senna także został zabrany do kliniki w Bolonii. W trakcie transportu dwukrotnie ustała akcja serca.
Po uprzątnięciu miejsca wypadku wyścig wznowiono. Pod koniec zawodów doszło do kolejnego wypadku. Mechanicy źle zamontowali prawe tylne koło w bolidzie Michele’a Alboreto, które podczas wyjazdu z pit-lane oderwało się, i wystrzeliło raniąc dwóch mechaników Ferrari i Lotusa.
Wyścig zakończył się i kierowcy ustawili się na podium. Pierwsze miejsce zajął Michael Schumacher, drugi był Nicola Larini, trzeci zaś Mika Häkkinen.
O 16:30 przyszły pierwsze informacje na temat stanu zdrowia Ayrtona Senny. Brazylijczyk miał uszkodzenia mózgu, z objawami wstrząsu krwotocznego, spowodowanego uszkodzeniem tętnicy skroniowej, i znajdował się w głębokiej śpiączce. Nie stwierdzono żadnych zewnętrznych obrażeń klatki piersiowej ani brzucha. Neurochirurg, który zbadał Sennę w szpitalu stwierdził, że nie było potrzeby wzywania chirurgów, ponieważ obrażenia dotyczyły wyłącznie czaszki. O godzinie 18.05 dr Maria Teresa Fiandri ogłosiła, że Senna jest w stanie śmierci klinicznej. Pozostawał jednak podłączony do aparatury podtrzymującej pracę serca.

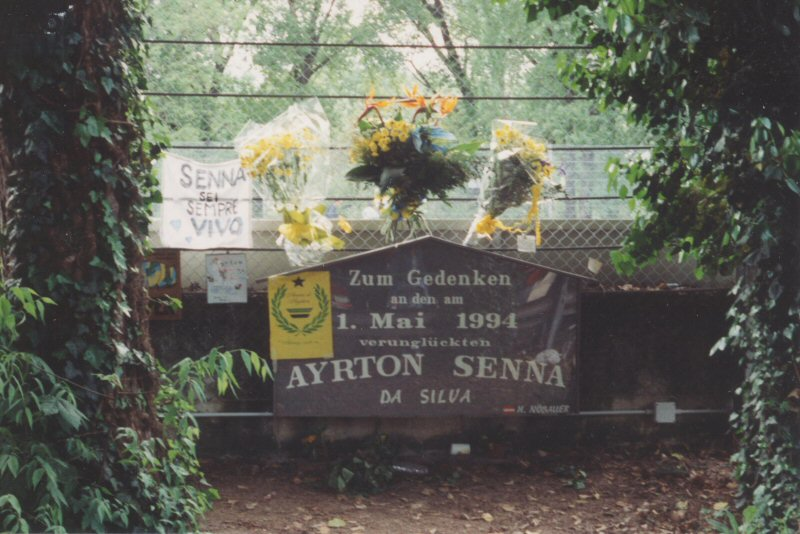
Tablica pamiątkowa na torze Imola

„Elektroencefalogram Ayrtona Senny nie wykazuje żadnej aktywności. Kontynuujemy oddech zastępczy przy użyciu respiratora. Utrzymujemy go przy życiu zgodnie z włoskim prawem. Nie ma już żadnej nadziei”, oznajmiła Dr Fiandri osłupiałym dziennikarzom. Niedługo po godzinie 19 wydano kolejny, ostatni już komunikat w sprawie stanu Senny: O 18.40 Ayrton Senna zmarł.
W sądzie założono wiele spraw zaraz po wypadku. Toczyły się one latami. Przeprowadzano śledztwo mające na celu wyjaśnić, czy Frank Williams jest odpowiedzialny za nieumyślne spowodowanie śmierci. Sprawa zakończyła się dopiero 13 kwietnia 2007 roku. W werdykcie numer 15050 orzeczono co następuje: „Ustalono, że wypadek został spowodowany awarią kolumny kierowniczej. Awaria ta była efektem źle zaprojektowanych i źle skonstruowanych modyfikacji. Odpowiedzialność za to spada na Patricka Heada, winnego pominiętej kontroli”. Mimo że Head został uznany winnym, nie aresztowano go, ponieważ we Włoszech zarzut nieumyślnego spowodowania śmierci ulega przedawnieniu po siedmiu latach i sześciu miesiącach, a końcowy werdykt został ogłoszony trzynaście lat po wypadku.
Śmierć Ayrtona Senny została uznana przez brazylijskich fanów narodową tragedią, brazylijski rząd ogłosił trzydniową żałobę narodową. Uroczystość pogrzebowa odbyła się 5 maja 1994 na cmentarzu w São Paulo. Pogrzeb miał charakter państwowy. Uczestniczyli w nim Prezydent Brazylii Itamar Franco, odwieczny rywal Brazylijczyka z toru Alain Prost, szef brazylijskiej federacji motorowej oraz rzesze fanów mistrza Formuły 1. Pogrzeb odbył się o 14:30 czasu lokalnego i był transmitowany przez stacje telewizyjne na całym świecie, a według raportów na ostatnim pożegnaniu Ayrtona Senny, na ulicach São Paulo znalazło się aż 3 000 000 osób. 
2 maja 1994 został pośmiertnie odznaczony Krzyżem Wielkim Narodowego Orderu Zasługi dla Brazylii, a 3 maja Krzyżem Wielkim Orderu Ipirangi stanu São Paulo.

## Wyniki

### Formuła 1
| Rok  | Zespół                         | Samochód       | Silnik                 | Wyniki w poszczególnych eliminacjach | Wyniki w poszczególnych eliminacjach | Wyniki w poszczególnych eliminacjach | Wyniki w poszczególnych eliminacjach | Wyniki w poszczególnych eliminacjach | Wyniki w poszczególnych eliminacjach | Wyniki w poszczególnych eliminacjach | Wyniki w poszczególnych eliminacjach | Wyniki w poszczególnych eliminacjach | Wyniki w poszczególnych eliminacjach | Wyniki w poszczególnych eliminacjach | Wyniki w poszczególnych eliminacjach | Wyniki w poszczególnych eliminacjach | Wyniki w poszczególnych eliminacjach | Wyniki w poszczególnych eliminacjach | Wyniki w poszczególnych eliminacjach | Pkt.    | Poz. |
| ---- | ------------------------------ | -------------- | ---------------------- | ------------------------------------ | ------------------------------------ | ------------------------------------ | ------------------------------------ | ------------------------------------ | ------------------------------------ | ------------------------------------ | ------------------------------------ | ------------------------------------ | ------------------------------------ | ------------------------------------ | ------------------------------------ | ------------------------------------ | ------------------------------------ | ------------------------------------ | ------------------------------------ | ------- | ---- |
| 1984 | Toleman Group Motorsport       | Toleman TG183B | Hart 415T 1.5 R4T      | Brazylia                             | Południowa Afryka                    | Belgia                               | San Marino                           | Francja                              | Monako                               | Kanada                               | Stany Zjednoczone                    | Stany Zjednoczone                    | Wielka Brytania                      |                                      | Austria                              | Holandia                             | Włochy                               | Unia Europejska                      | Portugalia                           | 13      | 9    |
| 1984 | Toleman Group Motorsport       | Toleman TG183B | Hart 415T 1.5 R4T      | NU                                   | 6                                    | 6                                    | NZ                                   |                                      |                                      |                                      |                                      |                                      |                                      |                                      |                                      |                                      |                                      |                                      |                                      | 13      | 9    |
| 1984 | Toleman Group Motorsport       | Toleman TG184  | Hart 415T 1.5 R4T      |                                      |                                      |                                      |                                      | NU                                   | 2                                    | 7                                    | NU                                   | NU                                   | 3                                    | NU                                   | NU                                   | NU                                   |                                      | NU                                   | 3                                    | 13      | 9    |
| 1985 | John Player Special Team Lotus | Lotus 97T      | Renault EF15 1.5 V6T   | Brazylia                             | Portugalia                           | San Marino                           | Monako                               | Kanada                               | Stany Zjednoczone                    | Francja                              | Wielka Brytania                      |                                      | Austria                              | Holandia                             | Włochy                               | Belgia                               | Unia Europejska                      | Południowa Afryka                    | Australia                            | 38      | 4    |
| 1985 | John Player Special Team Lotus | Lotus 97T      | Renault EF15 1.5 V6T   | NU                                   | 1                                    | 7†                                   | NU                                   | 16                                   | NU                                   | NU                                   | 10†                                  | NU                                   | 2                                    | 3                                    | 3                                    | 1                                    | 2                                    | NU                                   | NU                                   | 38      | 4    |
| 1986 | John Player Special Team Lotus | Lotus 98T      | Renault EF15B 1.5 V6T  | Brazylia                             | Hiszpania                            | San Marino                           | Monako                               | Belgia                               | Kanada                               | Stany Zjednoczone                    | Francja                              | Wielka Brytania                      |                                      |                                      | Austria                              | Włochy                               | Portugalia                           | Meksyk                               | Australia                            | 55      | 4    |
| 1986 | John Player Special Team Lotus | Lotus 98T      | Renault EF15B 1.5 V6T  | 2                                    | 1                                    | NU                                   | 3                                    | 2                                    | 5                                    | 1                                    | NU                                   | NU                                   | 2                                    | 2                                    | NU                                   | NU                                   | 4†                                   | 3                                    | NU                                   | 55      | 4    |
| 1987 | John Player Special Team Lotus | Lotus 99T      | Honda RA166E 1.5 V6T   | Brazylia                             | San Marino                           | Belgia                               | Monako                               | Stany Zjednoczone                    | Francja                              | Wielka Brytania                      |                                      |                                      | Austria                              | Włochy                               | Portugalia                           | Hiszpania                            | Meksyk                               | Japonia                              | Australia                            | 57      | 3    |
| 1987 | John Player Special Team Lotus | Lotus 99T      | Honda RA166E 1.5 V6T   | NU                                   | 2                                    | NU                                   | 1                                    | 1                                    | 4                                    | 3                                    | 3                                    | 2                                    | 5                                    | 2                                    | 7                                    | 5                                    | NU                                   | 2                                    | DK                                   | 57      | 3    |
| 1988 | Honda Marlboro McLaren         | McLaren MP4/4  | Honda RA168E 1.5 V6T   | Brazylia                             | San Marino                           | Monako                               | Meksyk                               | Kanada                               | Stany Zjednoczone                    | Francja                              | Wielka Brytania                      |                                      | Węgry                                | Belgia                               | Włochy                               | Portugalia                           | Hiszpania                            | Japonia                              | Australia                            | 90 (94) | 1    |
| 1988 | Honda Marlboro McLaren         | McLaren MP4/4  | Honda RA168E 1.5 V6T   | DK                                   | 1                                    | NU                                   | 2                                    | 1                                    | 1                                    | 2                                    | 1                                    | 1                                    | 1                                    | 1                                    | 10†                                  | 6                                    | 4                                    | 1                                    | 2                                    | 90 (94) | 1    |
| 1989 | Honda Marlboro McLaren         | McLaren MP4/5  | Honda RA109E 3.5 V10   | Brazylia                             | San Marino                           | Monako                               | Meksyk                               | Stany Zjednoczone                    | Kanada                               | Francja                              | Wielka Brytania                      |                                      | Węgry                                | Belgia                               | Włochy                               | Portugalia                           | Hiszpania                            | Japonia                              | Australia                            | 60      | 2    |
| 1989 | Honda Marlboro McLaren         | McLaren MP4/5  | Honda RA109E 3.5 V10   | 11                                   | 1                                    | 1                                    | 1                                    | NU                                   | 7†                                   | NU                                   | 1                                    | 1                                    | 2                                    | 1                                    | NU                                   | NU                                   | 1                                    | DK                                   | NU                                   | 60      | 2    |
| 1990 | Honda Marlboro McLaren         | McLaren MP4/5B | Honda RA100E 3.5 V10   | Stany Zjednoczone                    | Brazylia                             | San Marino                           | Monako                               | Meksyk                               | Kanada                               | Francja                              | Wielka Brytania                      |                                      | Węgry                                | Belgia                               | Włochy                               | Portugalia                           | Hiszpania                            | Japonia                              | Australia                            | 78      | 1    |
| 1990 | Honda Marlboro McLaren         | McLaren MP4/5B | Honda RA100E 3.5 V10   | 1                                    | 3                                    | NU                                   | 1                                    | 1                                    | 20†                                  | 3                                    | 3                                    | 1                                    | 2                                    | 1                                    | 1                                    | 2                                    | NU                                   | NU                                   | NU                                   | 78      | 1    |
| 1991 | Honda Marlboro McLaren         | McLaren MP4/6  | Honda RA121E 3.5 V12   | Stany Zjednoczone                    | Brazylia                             | San Marino                           | Monako                               | Kanada                               | Meksyk                               | Francja                              | Wielka Brytania                      | Niemcy                               | Węgry                                | Belgia                               | Włochy                               | Portugalia                           | Hiszpania                            | Japonia                              | Australia                            | 96      | 1    |
| 1991 | Honda Marlboro McLaren         | McLaren MP4/6  | Honda RA121E 3.5 V12   | 1                                    | 1                                    | 1                                    | 1                                    | NU                                   | 3                                    | 3                                    | 4†                                   | 7†                                   | 1                                    | 1                                    | 2                                    | 2                                    | 5                                    | 2                                    | 1                                    | 96      | 1    |
| 1992 | Honda Marlboro McLaren         | McLaren MP4/6B | Honda RA122E/B 3.5 V12 | Południowa Afryka                    | Meksyk                               | Brazylia                             | Hiszpania                            | San Marino                           | Monako                               | Kanada                               | Francja                              | Wielka Brytania                      | Niemcy                               | Węgry                                | Belgia                               | Włochy                               | Portugalia                           | Japonia                              | Australia                            | 50      | 4    |
| 1992 | Honda Marlboro McLaren         | McLaren MP4/6B | Honda RA122E/B 3.5 V12 | 3                                    | NU                                   |                                      |                                      |                                      |                                      |                                      |                                      |                                      |                                      |                                      |                                      |                                      |                                      |                                      |                                      | 50      | 4    |
| 1992 | Honda Marlboro McLaren         | McLaren MP4/7A | Honda RA122E/B 3.5 V12 |                                      |                                      | NU                                   | 9†                                   | 3                                    | 1                                    | NU                                   | NU                                   | NU                                   | 2                                    | 1                                    | 5                                    | 1                                    | 3                                    | NU                                   | NU                                   | 50      | 4    |
| 1993 | Marlboro McLaren               | McLaren MP4/8  | Ford HBE7 3.5 V8       | Południowa Afryka                    | Brazylia                             | Unia Europejska                      | San Marino                           | Hiszpania                            | Monako                               | Kanada                               | Francja                              | Wielka Brytania                      | Niemcy                               | Węgry                                | Belgia                               | Włochy                               | Portugalia                           | Japonia                              | Australia                            | 60      | 2    |
| 1993 | Marlboro McLaren               | McLaren MP4/8  | Ford HBE7 3.5 V8       | 2                                    | 1                                    | 1                                    | NU                                   | 2                                    | 1                                    | 18†                                  | 4                                    | 5†                                   |                                      |                                      |                                      |                                      |                                      |                                      |                                      | 60      | 2    |
| 1993 | Marlboro McLaren               | McLaren MP4/8  | Ford HBE8 3.5 V8       |                                      |                                      |                                      |                                      |                                      |                                      |                                      |                                      |                                      | 4                                    | NU                                   | 4                                    | NU                                   | NU                                   | 1                                    | 1                                    | 60      | 2    |
| 1994 | Rothmans Williams Renault      | Williams FW16  | Renault RS6 3.5 V10    | Brazylia                             |                                      | San Marino                           | Monako                               | Hiszpania                            | Kanada                               | Francja                              | Wielka Brytania                      | Niemcy                               | Węgry                                | Belgia                               | Włochy                               | Portugalia                           | Unia Europejska                      | Japonia                              | Australia                            | 0       | NS   |
| 1994 | Rothmans Williams Renault      | Williams FW16  | Renault RS6 3.5 V10    | NU                                   | NU                                   | NU                                   |                                      |                                      |                                      |                                      |                                      |                                      |                                      |                                      |                                      |                                      |                                      |                                      |                                      | 0       | NS   |

### Podsumowanie
| Sezon | Seria                                    | Zespół                             | Wyścigi | P1 | PP | NO | Podium | Punkty | Pozycja |
| ----- | ---------------------------------------- | ---------------------------------- | ------- | -- | -- | -- | ------ | ------ | ------- |
| 1981  | Formuła Ford 1600                        | Van Diemen                         | 20      | 12 | 3  | 10 | 12     | 218    | 1       |
| 1982  | Formuła Ford 2000                        | Rushen Green                       | 28      | 21 | 15 | 22 | 21     | 272    | 1       |
| 1983  | Brytyjska Formuła 3                      | West Surrey Racing                 | 20      | 12 | 15 | 12 | 14     | 132    | 1       |
| 1983  | Grand Prix Makau                         | West Surrey Racing/Theodore Racing | 1       | 1  | 1  | 0  | 1      | —      | 1       |
| 1984  | Formuła 1                                | Toleman Motorsport                 | 14      | 0  | 0  | 1  | 3      | 13     | 9       |
| 1984  | Mistrzostwa Świata Samochodów Sportowych | New-Man Joest Racing               | 1       | 0  | 0  | 0  | 0      | 3      | 77      |
| 1985  | Formuła 1                                | John Player Special Team Lotus     | 16      | 2  | 7  | 3  | 6      | 38     | 4       |
| 1986  | Formuła 1                                | John Player Special Team Lotus     | 16      | 2  | 8  | 0  | 8      | 55     | 4       |
| 1987  | Formuła 1                                | Camel Team Lotus Honda             | 16      | 2  | 1  | 3  | 8      | 57     | 3       |
| 1988  | Formuła 1                                | Honda Marlboro McLaren             | 16      | 8  | 13 | 3  | 11     | 90     | 1       |
| 1989  | Formuła 1                                | Honda Marlboro McLaren             | 16      | 6  | 13 | 3  | 7      | 60     | 2       |
| 1990  | Formuła 1                                | Honda Marlboro McLaren             | 16      | 6  | 10 | 2  | 11     | 78     | 1       |
| 1991  | Formuła 1                                | Honda Marlboro McLaren             | 16      | 7  | 8  | 2  | 12     | 96     | 1       |
| 1992  | Formuła 1                                | Honda Marlboro McLaren             | 16      | 3  | 1  | 1  | 7      | 50     | 4       |
| 1993  | Formuła 1                                | Marlboro McLaren                   | 16      | 5  | 1  | 1  | 7      | 73     | 2       |
| 1994  | Formuła 1                                | Rothmans Williams Renault          | 3       | 0  | 3  | 0  | 0      | 0      | NS      |

## Rekordy
- Najwięcej zdobytych pole position z rzędu: 8 (GP Hiszpanii 1988 – GP Stanów Zjednoczonych 1989)
- Najwięcej zdobytych pole position w tym samym GP: 8, GP San Marino (1985–1991, 1994)
- Najwięcej nieprzerwanych startów z pierwszej linii: 24 (GP Niemiec 1988 – GP Australii 1989)
- Najwięcej wyścigów cały czas na pozycji lidera: 19

### W chwili życia
- Najmłodszy potrójny mistrz świata (1988, 1990, 1991)
- Najwięcej wygranych w sezonie: 8 (1988)
- Najwięcej wygranych z rzędu od rozpoczęcia sezonu: 4 (GP Stanów Zjednoczonych 1991 – GP Monako 1991)
- Najwięcej zdobytych pole position: 65
- Najwięcej startów z pierwszej linii: 87 (53,7% wszystkich startów)
- Najwięcej startów z pierwszej linii w sezonie: 15 (1988, 1989)
- Najwięcej zwycięstw po starcie z pole position: 29
- Najwięcej pokonanych okrążeń na pozycji lidera: 2987
- Najdłuższe prowadzenie we wszystkich wyścigach na pozycji lidera: 13 676 km
- Najwięcej wyścigów co najmniej przez jedno okrążenie na pozycji lidera: 86
- Najmłodszy kierowca, który podczas jednego GP: wygrał, zdobył pole position, ustanowił najszybsze okrążenie, prowadził przez cały wyścig: 25 lat 10 dni (GP Portugalii 1985)

## Upamiętnienie
Angielski piosenkarz Chris Rea napisał piosenkę „Saudade” ku pamięci kierowcy. Także ku pamięci Senny piosenkę "Bezpowrotnie" zaśpiewała Kasia Kowalska.
Ayrton Senna jest patronem ulicy w Wałbrzychu. Przy tej ulicy mieści się też prywatne Muzeum Górnictwa i Sportów Motorowych, poświęcone częściowo Ayrtonowi Sennie.
Od jego nazwiska pochodzi nazwa jednego z supersamochodów McLarena (McLaren Senna).